# Karol Romańczyk
Karol Jan Romańczyk (ur. 16 października 1895 w Grybowie, zm. 8–9 kwietnia 1940 w Kalininie) – podinspektor Policji Państwowej, ofiara zbrodni katyńskiej.

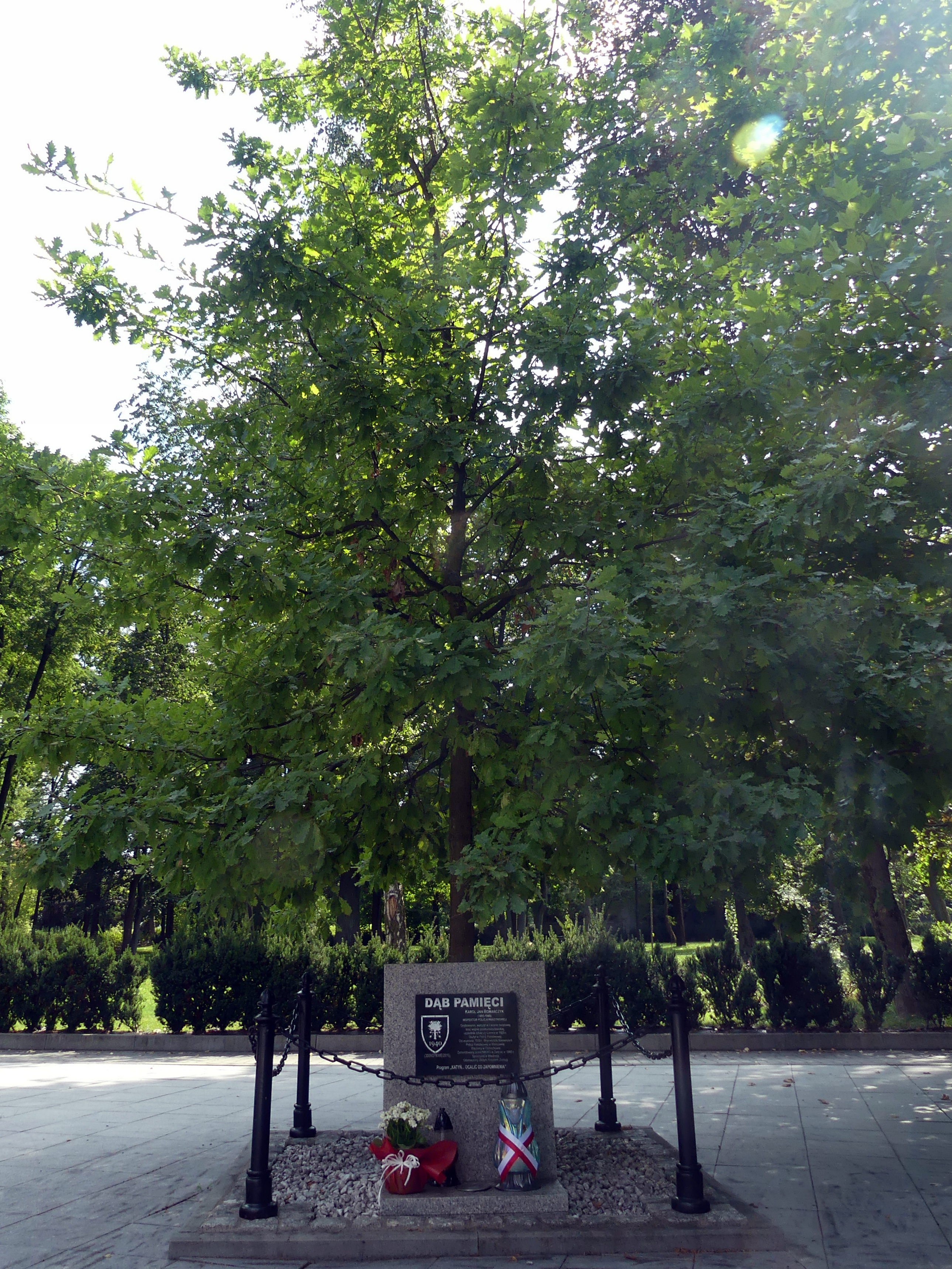
Dąb Pamięci w Grybowie upamiętniający podinspektora Policji Państwowej Karola Romańczyka

## Życiorys
Syn Jana i Klary z Dziurzyńskich urodzony 16 października 1895 w Grybowie. W latach 1908–1914 uczęszczał do c. i k. Gimnazjum II w Nowym Sączu.
W czasie I wojny światowej służył w cesarskiej i królewskiej Armii. Ukończył szkołę oficerów rezerwy w Opawie. Jego oddziałem macierzystym był Pułk Piechoty Nr 20. 
Od 1 września 1918 do 8 maja 1920 ochotniczo w Wojsku Polskim. 31 stycznia 1919 został przyjęty do Wojska Polskiego z zatwierdzeniem posiadanego stopnia podporucznika i przydzielony do Oddziału Policji w Krakowie. Wziął udział w wojnie z bolszewikami. Służył w Rządowej Służbie Bezpieczeństwa we Lwowie. Uczestnik odsieczy Lwowa, porucznik piechoty rezerwy. W 1934, jako oficer rezerwy pozostawał w ewidencji Powiatowej Komendy Uzupełnień Toruń. Posiadał przydział do Oficerskiej Kadry Okręgowej Nr VIII. Był wówczas w grupie oficerów „pełniących służbę w Policji Państwowej w stopniu oficera P.P.”.
Po zakończeniu działań wojennych w Szkole Oficerskiej Policji Państwowej w Warszawie, którą ukończył 30 lipca 1921. Służył m.in. w województwie pomorskim, województwie poznańskim i od 19 sierpnia 1936 w województwie warszawskim. 2 września 1939 komendant wojewódzki Policji Państwowej w Warszawie.
W 1939, po wybuchu II wojny światowej, znalazł się w niewoli radzieckiej i był więziony w obozie NKWD w Ostaszkowie. Przez pewien czas pełnił funkcję tzw. starszego korpusu oficerskiego obozu. 8 lub 9 kwietnia 1940 został zamordowany przez NKWD w Kalininie (obecnie Twer).
Był żonaty. Miał córkę.
4 października 2007 Minister Spraw Wewnętrznych i Administracji Władysław Stasiak mianował go pośmiertnie na stopień inspektora Policji Państwowej. Awans został ogłoszony 9 listopada 2007, w Warszawie, w trakcie uroczystości „Katyń Pamiętamy – Uczcijmy Pamięć Bohaterów”..
17 listopada 2010 w Grybowie posadzono poświęcony mu Dąb Pamięci.

## Odznaczenia
- Krzyż Walecznych
- Złoty Krzyż Zasługi
- Medal Pamiątkowy za Wojnę 1918–1921
- Medal Dziesięciolecia Odzyskanej Niepodległości
- Odznaka Honorowa „Orlęta”
- Krzyż Kampanii Wrześniowej - pośmiertnie 1 stycznia 1986[10]